# 海宁西站
海宁西站是沪昆客运专线的一个车站，位于浙江省嘉兴市海宁市许村镇报国村沈士大道以西，由上海铁路局嘉兴车务段管理。
沪杭客运专线在规划之初并未在海宁设立站点，但嘉兴市政府以该线在本地区里程最长、占用土地面积最多为由，向铁道部、上级政府积极奔走，最终争取到在海宁设立站点。车站站房于2010年3月开工。2010年10月26日车站随沪杭客运专线开通而启用，首班停靠的列车为上海虹桥开往杭州的G7417次列车。

## 車站構造

### 站房
海宁西站总建筑面积1.7万平方米，其中站房面积4,933平方米。站房以海宁钱江潮为意向，插入了粉墙黛瓦的江南民居元素，由浙江省一建建设集团有限公司建设。车站候车室面积1520平方米，两端为办公区；售票厅、出站厅分别位于站房西侧、东侧两翼:462。

### 站台配置
海宁西站站台位于站房南侧，高于候车室6米，设有2条正线、2条到发线。车站设有2座侧式站台：其中1站台长450米、宽10.5米，2站台长450米、宽9米:462。
| 北↑ | 站房 | 售票处、候车室、进出站                  |  |
|     | 侧式 |                                         |  |
| 4道 | 1    | 到发线                                  |  |
| Ⅱ道 |      | （临平南站）沪昆高铁 上行正线（桐乡站） |  |
| Ⅰ道 |      | （临平南站）沪昆高铁 下行正线（桐乡站） |  |
| 3道 | 2    | 到发线                                  |  |
|     | 侧式 |                                         |  |
| 南↓ |      |                                         |  |

## 争议
海寧西站距離海寧市區超過30公里遠。海宁西站开通后，原先停靠海宁站的动车组列车全部停运。因当时杭州东站尚未完工，所有海宁站的普速列车除了停靠杭州站仅有的4班列车外，所有列车全部停靠位于萧山区的杭州南站，导致前往杭州的海宁市民非常不便。在滬杭高鐵上，桐鄉站反而比海宁西站更靠近海寧市區，而海宁亦开通了往桐乡站的T188路（现388路）公交。

## 接驳交通

### 轨道交通
杭海城际铁路在海宁西站设立站点海宁高铁西站站，连接海宁市区和杭州市临平区临平南站，2021年6月通车。

### 公交
| 海宁火车西站           | 海宁火车西站         | 海宁火车西站 | 海宁火车西站   | 海宁火车西站 |
| 编号                   | 路线                 | 路线         | 路线           | 备注         |
| ---------------------- | -------------------- | ------------ | -------------- | ------------ |
| 许村2海宁              | 科同村委             | ⇆            | 双联村         |              |
| 许村2支线1海宁         | 李家村委             | ⇆            | 双联村         |              |
| 许村2支线2海宁         | 茗山庙               | ⇆            | 双联村         |              |
| 许村4海宁              | 庄头湾（庄湾村委）   | ⇆            | 海宁火车西站   |              |
| 许村6海宁              | 许村中心卫生院       | ⇆            | 海宁火车西站   |              |
| 131海宁                | 火车站               | ⇆            | 盐仓公交站     |              |
| 222海宁                | 海宁客运中心         | ⇆            | 海宁火车西站   |              |
| 311海宁                | 许村公共服务中心     | ⇆            | 海宁火车西站   |              |
| 319海宁                | （嘉兴）海宁火车西站 | ⇆            | （杭州）省六监 |              |
| 326海宁                | 海宁火车西站         | ⇆            | 景树村委       |              |
| 331海宁                | 海宁火车西站         | ⇆            | 家纺城         |              |
| 长安至火车西站专线海宁 | 长安                 | ⇆            | 海宁火车西站   |              |

## 车站周边
- 报国村
- 海宁高教园区
- 盐仓农业开发区
- 海宁家纺市场